# Бенкеренса, Олегариу
Олегариу Мануэл Бартолу Фаустину Бенкеренса (порт. Olegário Manuel Bartolo Faustino Benquerença; 18 октября 1969, Лейрия, Португалия) — португальский футбольный арбитр.
С 1995 года обслуживает матчи наивысшего португальского дивизиона — Лиги Сагриш. В 2001 году получил категорию ФИФА. Дебютным международным матчем стал матч между национальными сборными Беларуси и Шотландии, который закончился нулевой ничьей.
Помимо португальского также владеет английским, французским и испанским языками. Известен факт дружбы с известным португальским тренером Жозе Моуринью. Основная профессия Бенкеренсы — страховой агент. В числе своих хобби называет пение и занятие фотографией.

## Международная карьера
В 2006 году Олегариу Бенкеренсе была присвоена элитная категория арбитров ФИФА (самая престижная).
В 2007 году Бенкеренса работал арбитром на Чемпионате мира по футболу U-17 в Корее, где обслужил 4 матча, в том числе и матч за 3-е место между сборной Ганы и сборной Германии, где победу одержали европейцы — 2:1.
В сентябре 2009 года Бенкеренса был призван обслуживать матчи Чемпионата мира до 20-ти лет.
Также португальский рефери являлся единственным представителем своей страны в списке из 28 арбитров, которые обслуживали матчи чемпионата мира 2010 в ЮАР.
На международном уровне из матчей Бенкеренсы следует отметить:
- Лига чемпионов УЕФА
  - 2008/09:  Ливерпуль 1:0  Олимпик Марсель
  - 2008/09:  Ольборг 0:3  Манчестер Юнайтед
  - 2008/09:  Челси 1:0  Ювентус
  - 2009/10:  Тимишоара 0:2  Штутгарт
  - 2009/10:  Ювентус 1:0  Маккаби (Хайфа)
  - 2009/10:  Манчестер Юнайтед 3:3  ЦСКА М
  - 2009/10:  Интернационале 3:1  Барселона
- Кубок УЕФА
  - 2001/02:  Рапид (Бухарест) 8:0  Атлантас
  - 2007/08:  Байер 04 1:4  Зенит
  - 2008/09:  Гамбург 3:1  Манчестер Сити
  - 2008/09:  Шахтёр 2:1  Динамо (Киев)
- Национальные сборные
  - Отбор на ЧМ 2006 (Группа 5):  Беларусь 0:0  Шотландия
  - Отбор на ЧМ 2010 (Группа 2):  Греция 2:1  Израиль
  - Отбор на ЧМ 2010 (плей-офф):  Украина 0:1  Греция
  - ЧМ 2010 (Группa Е):  Япония 1:0  Камерун
  - ЧМ 2010 (Группa А):  Республика Корея 2:2  Нигерия
  - ЧМ 2010 (Плей-офф):  Уругвай 1:1 (4:2) (пен.)  Гана